# مارك ستيفنز (محامي)
مارك ستيفنز (بالإنجليزية: Mark Stephens)‏ هو كاتب عدل ‏ ومحامي بريطاني، ولد في 7 أبريل 1957 في الد ويندزر في المملكة المتحدة.